# رابرت توبین
رابرت توبین (انگلیسی: Robert Tobin؛ زادهٔ ۲۰ دسامبر ۱۹۸۳) ورزشکار دو و میدانی اهل بریتانیا است.